# Niemen (wieś)
Niemen (biał. Нёман, Nioman; ros. Нёман, Nioman), dawn. Folwark Ławno – wieś na Białorusi, w obwodzie grodzieńskim, w rejonie mostowskim, w sielsowiecie Dubno, nad Niemnem.
Dawniej był to folwark Ławno. W dwudziestoleciu międzywojennym leżał on w Polsce, w województwie białostockim, w powiecie grodzieńskim, w gminie Skidel. 
Według Powszechnego Spisu Ludności z 1921 roku zamieszkiwały tu 52 osoby, 14 było wyznania rzymskokatolickiego, 36 prawosławnego, a 2 ewangelickiego. Jednocześnie 9 mieszkańców zadeklarowało polską przynależność narodową, a 43 białoruską. Były tu 3 budynki mieszkalne.
Po II wojnie światowej został przekształcony w sowchoz, a w 1969 roku w wieś o nazwie Niemen.